# Otto's encyclopedie
Otto's encyclopedie (Tsjechisch: Ottova encyklopedie, ook wel Ottův slovník naučný), is de grootste encyclopedie in de Tsjechische taal. Vanwege de omvang en kwaliteit wordt de encyclopedie wel vergeleken met andere van zijn tijd, zoals de Encyclopædia Britannica.

## Eerste editie
Aan het begin van de jaren 1880 kwam de Tsjechische boekverkoper en -drukker Jan Otto op het idee om een encyclopedie in het Tsjechisch samen te stellen. Hij was hiervoor geïnspireerd geraakt door František Ladislav Rieger, die reeds tussen 1860 en 1874 een uit 14 delen bestaande encyclopedie had uitgebracht. Otto wilde echter een omvangrijker werk samenstellen. Het duurde even voordat hij een hoofdredacteur had gevonden, maar uiteindelijk vond hij Jan Malý, een voormalig redacteur van Reigers encyclopedie, bereid om die rol te vervullen. Hij werkte het idee verder uit en stelde in 1884 een naam voor: Národní encyklopedie česká (Tsjechische nationale encyclopedie). Malý overleed een jaar later, waarna Otto Tomáš Masaryk — de latere president van Tsjecho-Slowakije — aanstelde als nieuwe hoofdredacteur. In 1886 werden de eerste teksten geschreven, waarbij Masaryk zich toelegde op psychologie, sociologie, filosofie en logica.
Het werk aan de encyclopedie ging niet zo snel als door Masaryk was voorgespiegeld en in het jaar erna was hij betrokken bij een dispuut over de authenticiteit van de historische manuscripten van Dvůr Králové en Zelená Hora, waarop hij zijn ontslag indiende bij Otto. Otto wist uiteindelijk een nieuwe groep redacteuren aan te werven, bestaande uit prominente technici, theologen en vertegenwoordigers van Tsjechische universiteiten, onder wie historicus Karel Boromejský Mádl en architect en bouwkundige Achille Wolf. Dit leidde in januari 1888 tot de uitgave van het eerste deel van de encyclopedie onder de naam Ottův slovník naučný (Otto's encyclopedie). Vanaf dat moment waren er geen strubbelingen meer tot aan de uitgave van het laatste deel - nummer 28 - in 1909.

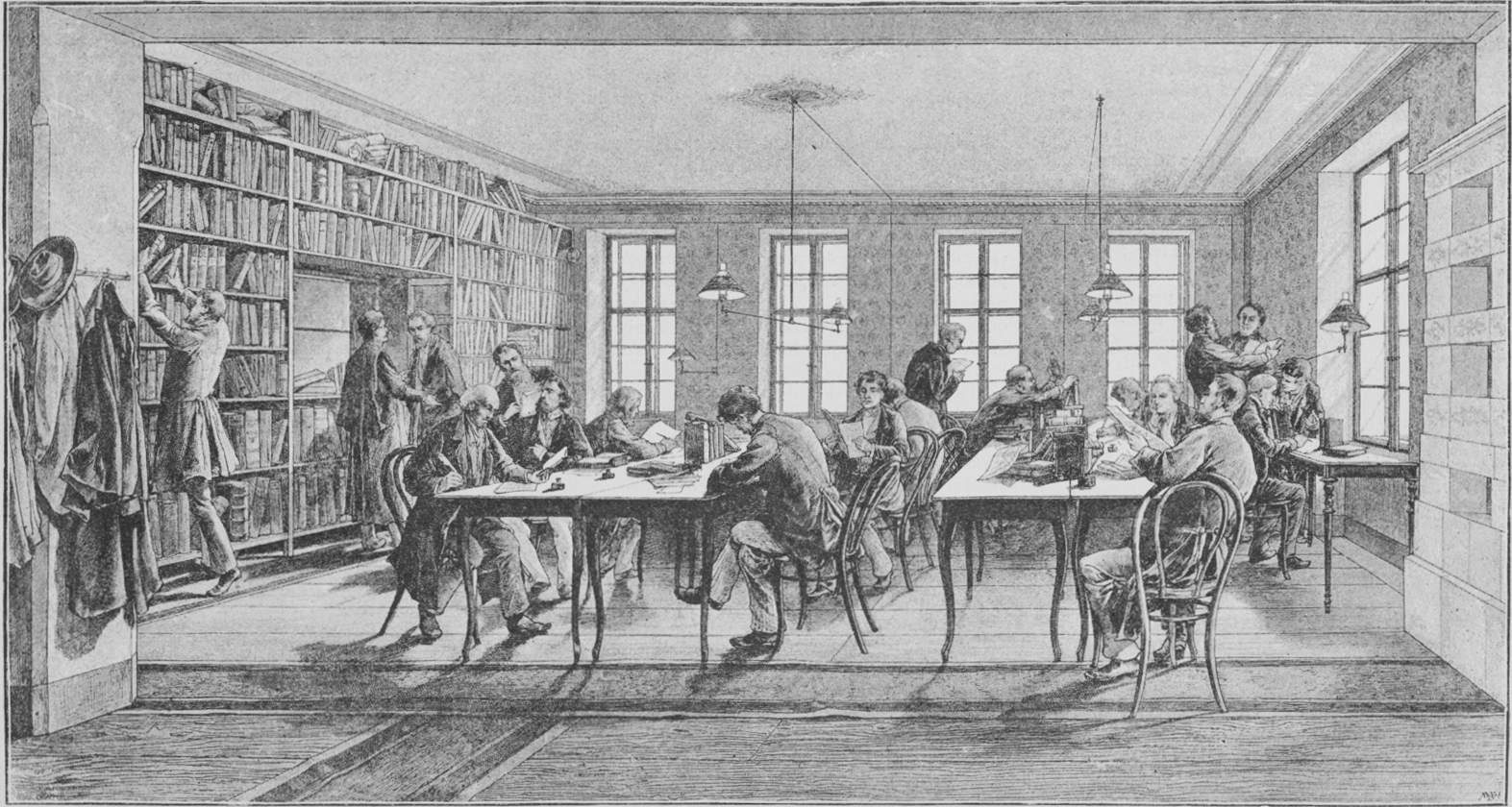
Kantoor van de redactie (1891)

### Inhoud
Otto's encyclopedie bestaat in totaal uit 28 delen (27 en één addendum), met daarin 150.000 items, bestaande uit 130 miljoen letters en verdeeld over 28.912 pagina's. Daarnaast zijn alle delen voorzien van 5000 afbeeldingen en illustraties en 479 bijlagen. Alle delen zijn tot stand gekomen door 55 hoofdredacteurs en 1100 externe bijdragers.

## Nieuwe editie
Direct na het publiceren van het laatste deel van de encyclopedie, begon Otto met voorbereidingen van een tweede, gereviseerde editie. Otto overleed in 1916, waarna het werk door anderen werd voortgezet, zelfs tijdens de Eerste Wereldoorlog. Tot publicatie kwam het echter niet, omdat de kosten ervan te hoog opliepen.

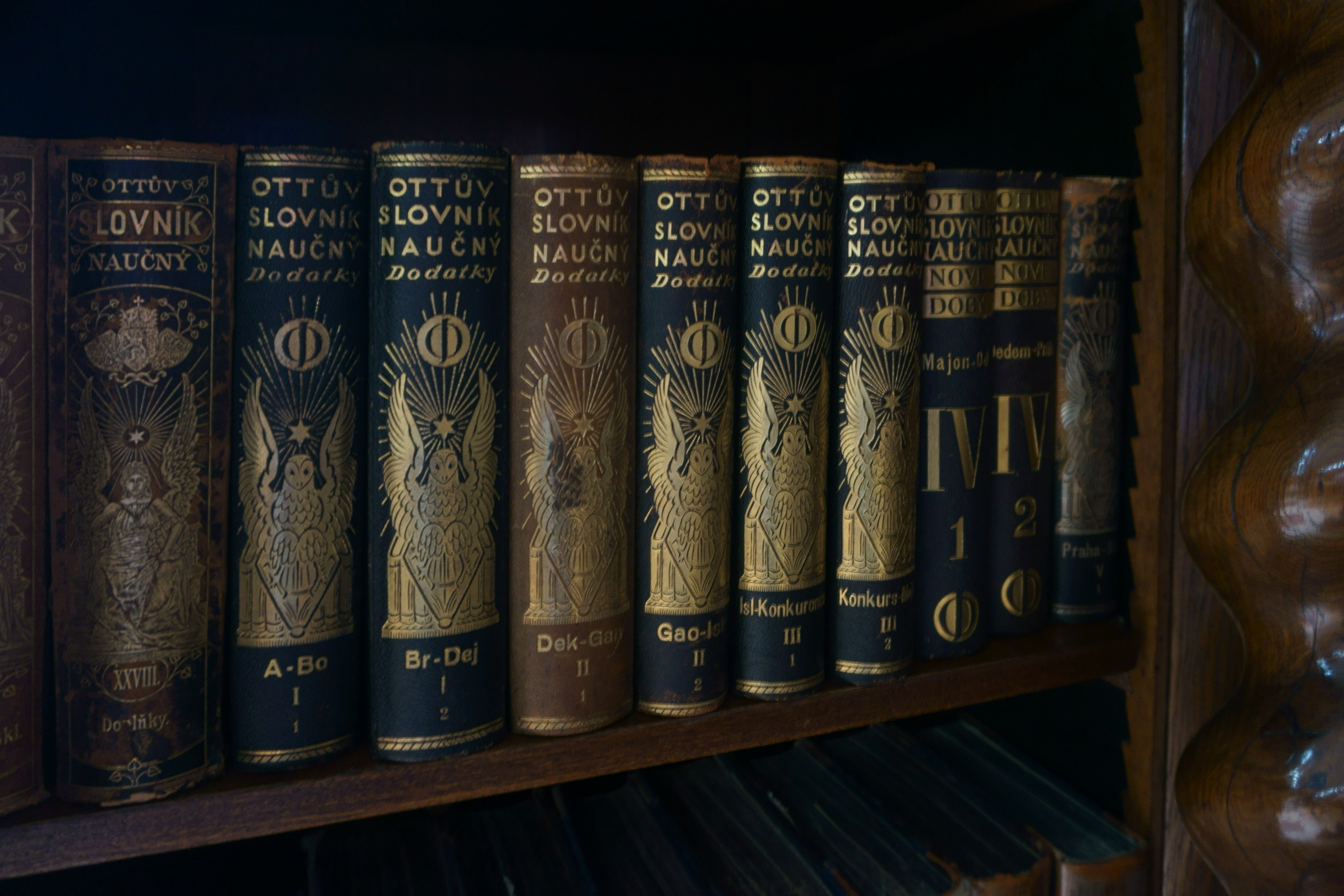
De nieuwe reeks

Uitgeverij Jan Otto Ltd. was in handen van zijn inmiddels zwager Karel Boromejský Mádl. Die begon in 1930 met het uitbrengen van aanvullende boeken voor de oorspronkelijke reeks onder de titel Ottův slovník naučný nové doby (Otto's encyclopedie uit het nieuwe tijdperk). De aanvullingen behelsden een breed spectrum en zouden alle opgedane kennis, nieuwe historische gebeurtenissen en nieuwe politieke verschuivingen (met name door de oprichting van Tsjecho-Slowakije) van de jaren ervoor moeten bevatten. Jan Otto Ltd. ging hiermee door tot 1934, toen financiële problemen leiden tot overdracht aan conculega Novina. Er waren 16 delen voorzien, maar de laatste twee zijn nooit uitgebracht, hoewel ze gevorderd genoeg waren om te kunnen drukken.
Het hele project werd in 1943 tijdelijk stilgelegd door de Nazi's, in 1945 gevolgd door een bevel om de publicatie volledig stop te zetten, omdat men bang was dat er te veel door de Nazi's zou zijn gecensureerd. Volgens Tsjechisch historicus Jan Havránek zou dat laatste slechts een onderbuikgevoel zijn geweest: er zou wel censuur zijn toegepast, maar onvoldoende om publicatie stop te moeten zetten.

### Inhoud
Het laatste deel uit de nieuwe reeks eindigde aldus bij Užok, een dorp in Hongarije. De tekst van de laatste twee delen is verloren gegaan, waardoor V tot Z ontbreken. Otto's encyclopedie uit het nieuwe tijdperk beslaat een derde van de oorspronkelijke uitgave: 60.000 items op 8585 pagina's, verdeeld over 12 delen.
Een belangrijk verschil ten opzichte van de oorspronkelijke reeks was dat de nieuwe editie onderverdeeld was in meerdere gelijkgenummerde delen, waarbij gedeeltelijk gebruik werd gemaakt van Romeinse cijfers. Zo was er bij de oorspronkelijke reeks sprake van deel 1, 2, 3, etc.; bij de nieuwe reeks was dat I-1, I-2, II-1, II-2, etc.

## Herdruk
Tussen 1996 en 2003 verscheen er een herdruk van alle delen, zowel in boekvorm als op cd-rom. Beide edities zijn in oude stijl ontworpen, waardoor het nagenoeg kopieën zijn van de oorspronkelijke boeken.

## Impact
Otto's encyclopedie droeg in sterke mate bij aan het vormen van de Tsjechische identiteit. Ook in de 21e eeuw wordt nog vaak verwezen naar de encyclopedie, vooral als het gaat om historische onderwerpen. Zo schreef auteur Derek Sayer in zijn boek dat “Ottův slovník naučný het belangrijkste Tsjechische naslagwerk is, dat sindsdien niet meer geëvenaard is. Ten tijde van de oorspronkelijke uitgave was het de op een na grootste encyclopedie ter wereld - alleen de Encyclopædia Britannica was groter.”

## Lijst met delen
| Deel | Inhoud                                   | Aantal pagina's | Jaar |
| ---- | ---------------------------------------- | --------------- | ---- |
| 1    | A – Alpy                                 | 970             | 1888 |
| 2    | Alqueire – Ažušak                        | 1141            | 1889 |
| 3    | B – Bianchi                              | 946             | 1890 |
| 4    | Bianchi-Giovini – Bžunda                 | 1026            | 1891 |
| 5    | C – Čechůvky                             | 894             | 1892 |
| 6    | Čechy – Danseur                          | 956             | 1893 |
| 7    | Dánsko – Dřevec                          | 957             | 1893 |
| 8    | Dřevěné stavby – Falšování               | 1039            | 1894 |
| 9    | Falšování potravin a pochutin – Genrista | 1037            | 1895 |
| 10   | Gens – Hedwigia                          | 1025            | 1896 |
| 11   | Hédypathie – Hýždě                       | 1066            | 1897 |
| 12   | Ch–Sv. – Jan                             | 1072            | 1897 |
| 13   | Jana – Kartas                            | 1113            | 1898 |
| 14   | Kartel – Kraj                            | 1066            | 1899 |
| 15   | Krajčij – Ligustrum                      | 1066            | 1900 |
| 16   | Líh – Media                              | 1058            | 1900 |
| 17   | Median – Navarrete                       | 1078            | 1901 |
| 18   | Navary – Oživnutí                        | 1026            | 1902 |
| 19   | P – Pohoř                                | 1051            | 1902 |
| 20   | Pohora – Q.v                             | 1087            | 1903 |
| 21   | R (Ř) – Rozkoš                           | 1072            | 1904 |
| 22   | Rozkošný – Schloppe                      | 1002            | 1904 |
| 23   | Schlossar – Starowolski                  | 1064            | 1905 |
| 24   | Staroženské – Šyl                        | 901             | 1906 |
| 25   | T – Tzschirner                           | 995             | 1906 |
| 26   | U – Vusín                                | 1077            | 1907 |
| 27   | Vůz – Żyżkowski                          | 902             | 1908 |
| 28   | Addendum                                 | 1149            | 1909 |

| Deel  | Inhoud              | Pagina's | Jaar              |
| ----- | ------------------- | -------- | ----------------- |
| I-1   | A – Bo              | 1-701    | 1930              |
| I-2   | Br – Dej            | 705-1458 | 1931              |
| II-1  | Dek – Gan           | 1-790    | 1932              |
| II-2  | Gao – Isk           | 795-1518 | 1933              |
| III-1 | Isl – Konkurence    | 1-708    | 1934              |
| III-2 | Konkurs – Majo      | 715-1391 | 1935              |
| IV-1  | Majonéza – Odžakov  | 1-708    | 1936              |
| IV-2  | Oedem – Práh        | 709-1402 | 1937              |
| V-1   | Praha – Romantismus | 1-718    | 1938              |
| V-2   | Rón – Sl            | 723-1441 | 1939              |
| VI-1  | Sm – Še             | 1-717    | 1940              |
| VI-2  | Ši – Už             | 721-1375 | 1943              |
| VII-1 | onbekend            | onbekend | nooit uitgebracht |
| VII-2 | onbekend            | onbekend | nooit uitgebracht |

## Galerij

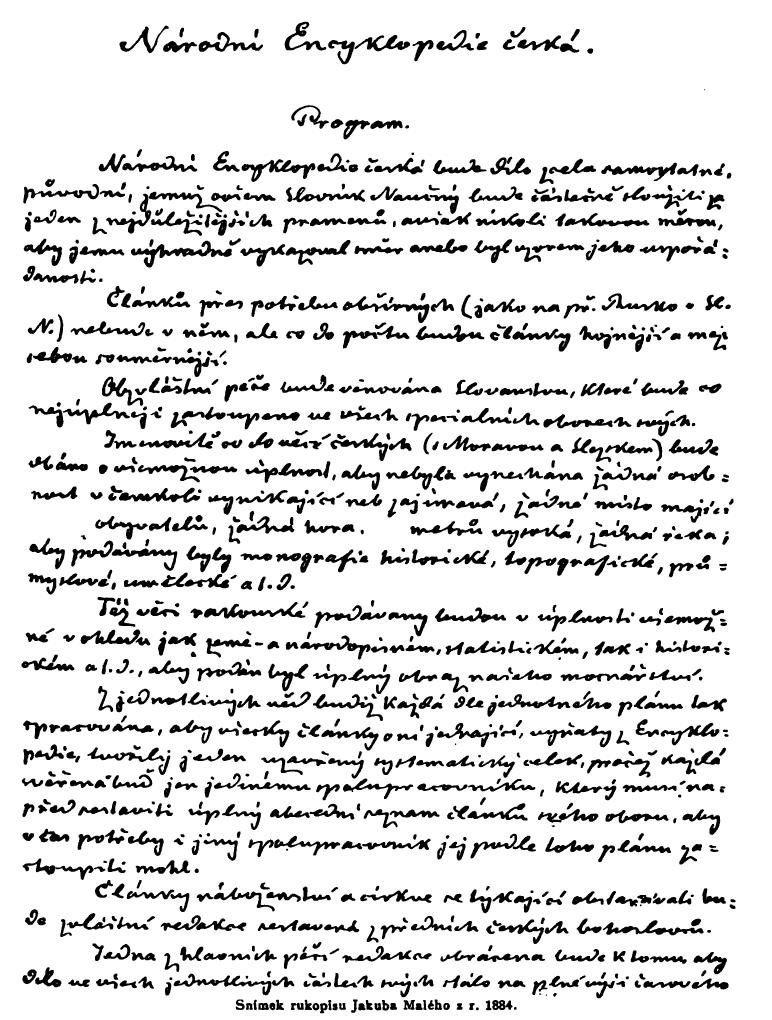
Manuscript van Jan Malý (1884)
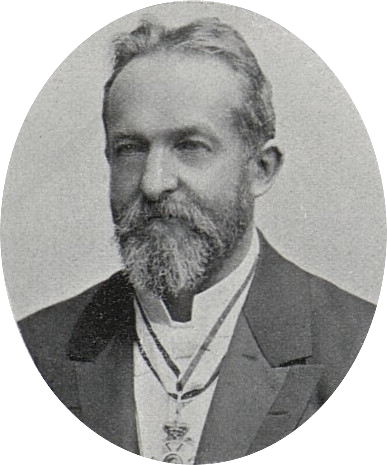
Jan Otto (1907)
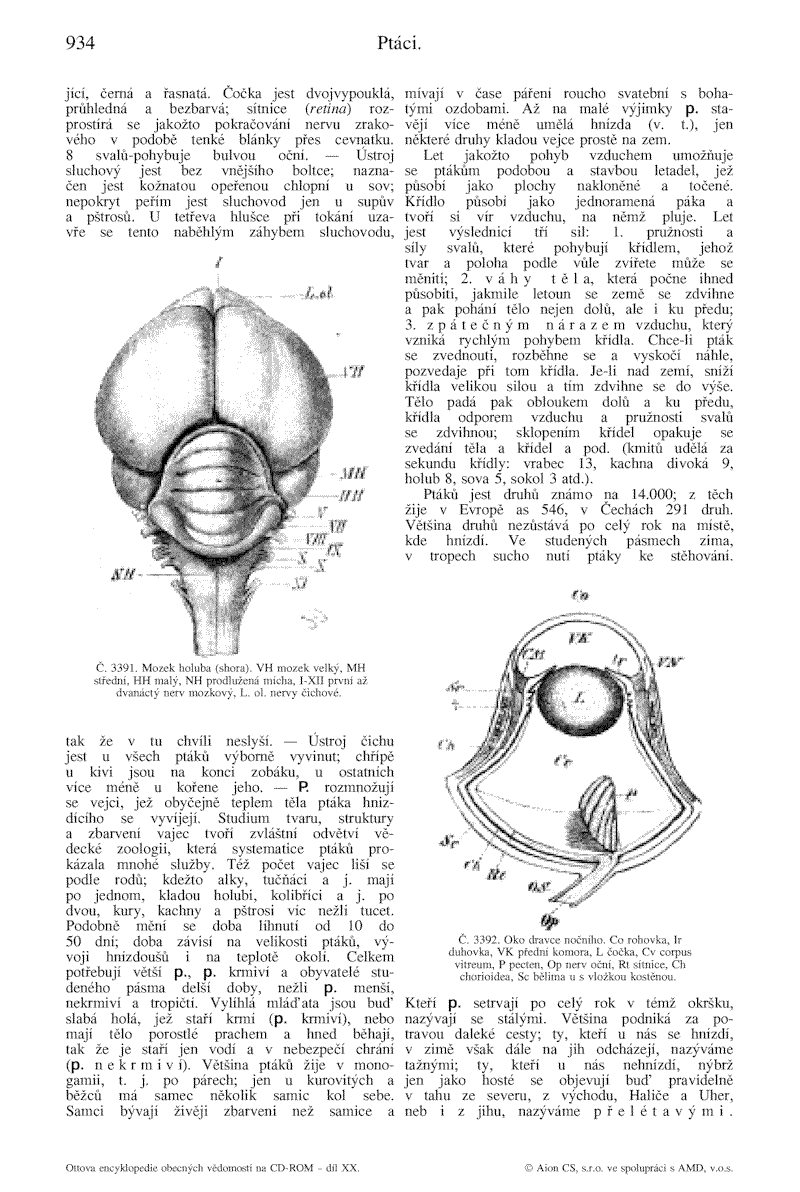
Pagina 934, boek 20: hersenen van een duif (links); doorsnede van een nachtvogeloog (rechts)